# Parc Nacional de Quttinirpaaq
El Parc Nacional de Quttinirpaaq (en inuktitut: ᖁᑦᑎᓂᕐᐹᖅ, prononciació: /qutːiniɢpaːq/) és un parc nacional del Canadà, que es troba a l'illa d'Ellesmere, a la regió de Qikiqtaaluk, Nunavut. És el segon parc nacional més septentrional del món després del Parc Nacional del nord-est de Groenlàndia. En inuktitut, Quttinirpaaq significa «el sostre del món».
Amb els seus 37.775 km², el Parc Nacional de Quttinirpaaq és el segon parc nacional canadenc per superfície, sols superat pel de Wood Buffalo. Es troba a l'extrem àrtic i està cobert per diversos casquets glacials. El clima és molt dur, cosa que dificulta l'existència d'éssers vius a la zona, tot i que al voltant del llac Hazen hi ha un oasi de vida. Des de fa uns 4.500 anys ha estat esporàdicament habitat pels inuits i els pobles que els van precedir, tal com testimonien diversos jaciments arqueològics molt ben conservades. Al segle xix les expedicions polars de George Nares, Adolphus Greely i Robert Peary establiren un campament base en una zona que actualment forma part del Parc. Durant la guerra freda, el Canadà va construir tres bases de recerca i investigació que encara són emprades en l'actualitat. El Parc és visitat anualment per prop de 200 visitants i és administrat per l'Agència Parcs Canada.

## Geografia

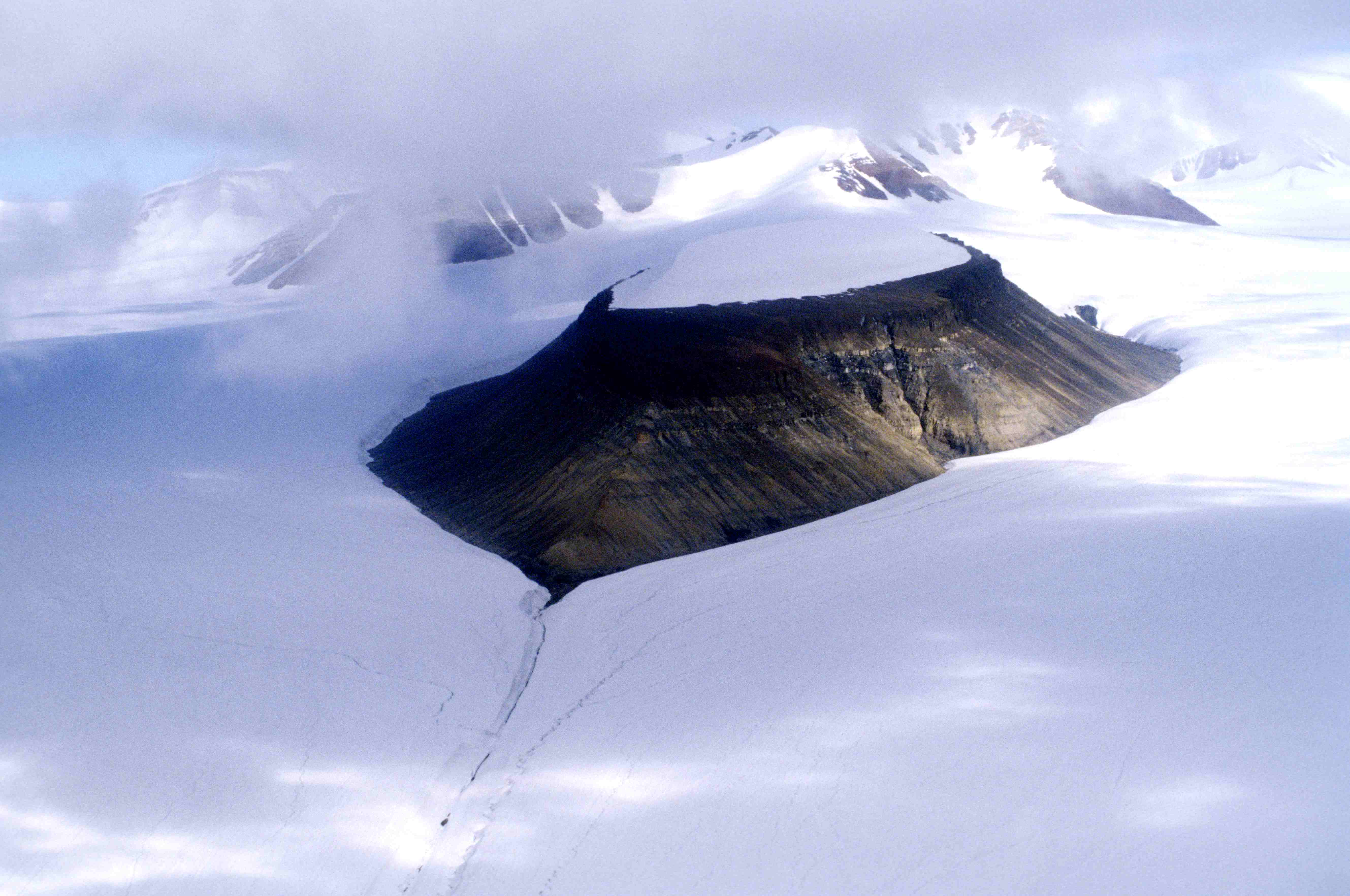
Nunatak a la Serralada British Empire

El parc es troba al nord de l'illa d'Ellesmere, a la regió de Qikiqtaaluk, aproximadament a uns 2.000 km al nord d'Iqaluit. El parc comprèn les muntanyes Grant Land, la vall del llac Hazen, així com l'altiplà Hazen. Amb els seus 37.775 km² és el segon més gran del Canadà, després del Parc Nacional Wood Buffalo. El parc ocupa el 19% de la superfície de l'illa. D'aquesta superfície, 2.342 km² es troben en el medi marí.

### Relleu

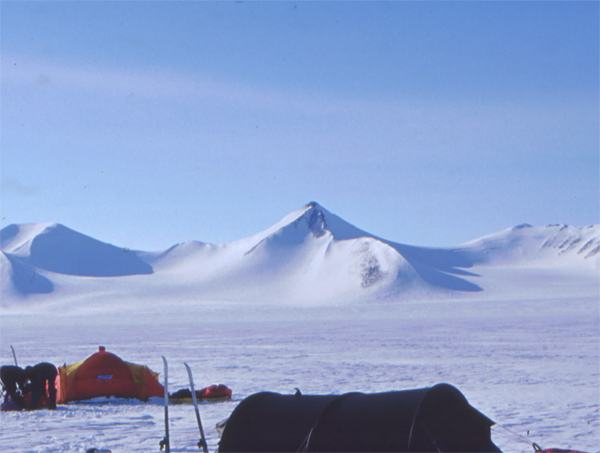
Pic Barbeau.

El parc està situat a la serralada Àrtica, una cadena de muntanyes que s'estén des del nord de l'illa d'Ellesmere fins als monts Torngat, a la frontera entre el Quebec i el Labrador. Es divideix en tres regions. A l'extrem nord-oest es troben els monts Grant Land, que cobreixen el 65% de la seva superfícies i comprenen nombroeses serraladaes alineades de nord-est a sud-oest, com ara la serralada Osborn, la serralada Garfield, la serralada United States, la serralada British Empire i les muntanyes Challenger. El Pic Barbeau, que s'eleva fins als 2.616 metres d'altura, és el punt culminant de la serralada i del territori, trobant-se a la serralada British Empire. A partir d'uns 1.100 msnm aquesta part del parc es troba recoberta per un casquet glacial

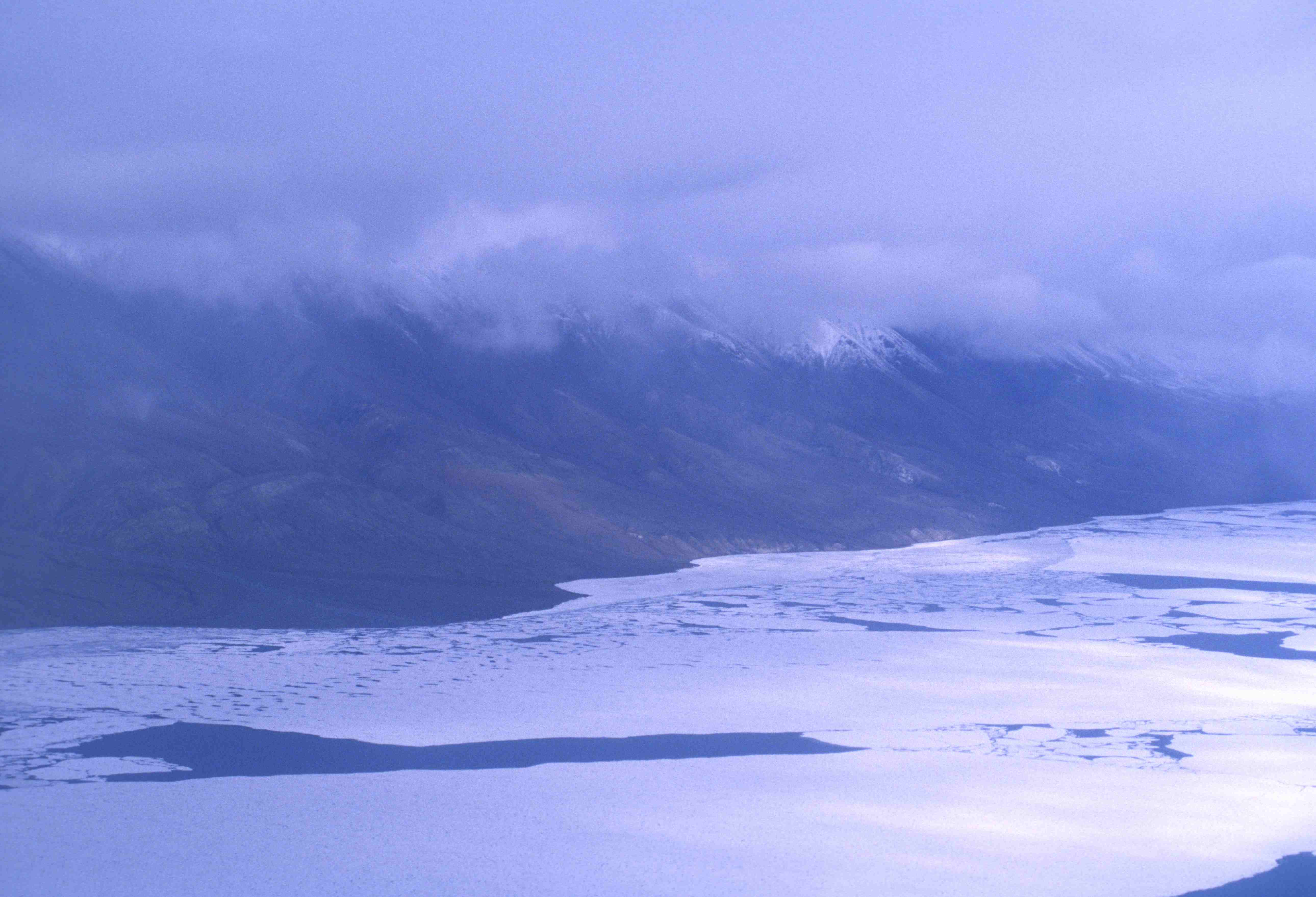
Llac Hazen.

La segona part és la conca del llac Hazen, qui abasta 3.500 km². És la zona més baixa del Parc, amb una elevació no superior als 300 m. Al centre de la conca hi ha el llac Hazen, que té una superfície de 540 km² i es troba a 159 msnm.
Finalement, al sud, hi ha l'altiplà Hazen, que ocupa 9.250 km². L'altitud oscil·la entre els 300 metres prop del llac Hazen fins als 1.300 al fons de la badia de Lady Franklin i uns 800 metres prop del canal Robeson. La part sud de l'altiplà es redueix a grans valls glaciars. La major part de l'altiplà es troba lliure de gel, amb l'excepció dels dos casquets glacials que hi ha en els punts més elevats, al sud-est.

### Geologia
Les roques del Parc es formaren durant l'orogènesi d'Ellesmere, entre el Devonià i el Carbonífer, en un episodi tectònic posterior a la formació de la regió tectònica innuitiana, que es troba entre l'illa del Príncep Patrick, el nord de Groenlàndia i el marge de l'oceà Àrtic. L'origen de les roques varia entre el Precambrià, fa 542 milions d'anys i el Paleogen, entre fa 23 i 65 milions d'anys. Estan compostes per roques sedimentàries, volcàniques, metamòrfiques i intrusives.

### Hidrologia
Tot i les reduïdes precipitacions, el parc posseeix un gran nombre de rius. Els llacs no són tan habituals per culpta d'un terreny molt abrupte. Una de les principals atraccions de l'espai protegit del llac Hazen, el tercer més extens dins el cercle polar àrtic. Aquest llac es troba a 159 msnm, té una superfície de 540 km² i la seva profunditat arriba als 260 metres. És d'aigua dolça i és hombrosa la presència de Truita àrtica.

### Glaceres i plataformes de gel

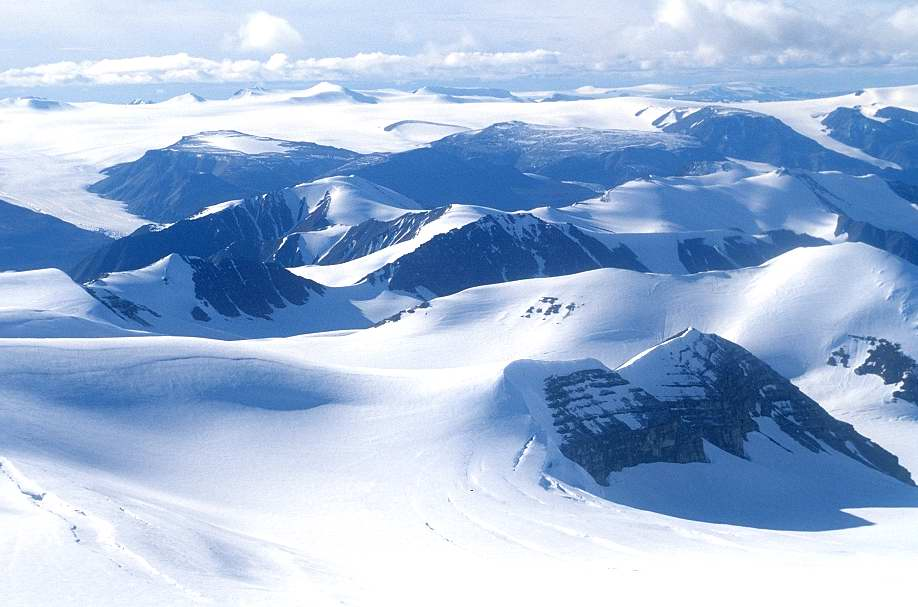
Casquet glacial i nunataks a la serralada Osborn.

Les glaceres i casquets glacials cobreixen el 36% del Parc Nacional de Quttinirpaaq. El seu gruix pot arribar als 900 metres, i de tant en tant sobresurten alguns nunataks de me de 2.500 metres d'altura.
A l'oest del parc hi ha nombroses plataformes de gel, fruit del trencament de la barrera de gel d'Ellesmere durant el segle xix en sis trossos diferents. S'estima que més del 90% d'aquesta plataforma s'ha fos en el decurs del darrer segle. El 2002 aparegueren esquerdes a la barrera de Ward Hunt, la més gran de l'Àrtic, formant-se un llac epiplataforme de 3 miliards d'aigua dolça a l'oceà Àrtic. El llac contenia un ecosistema Àrtic rar, que va desaparèixer abans de ser estudiat. Una peça de 8 km² de gel se separa d'aquesta barrera el 2008.

### Clima
El clima del parc és polar. Els estius són curts i frescos i els hiverns són llarg, extremadament freds i secs. La temperatura oscil·la entre els -30 °C a l'hivern i els 2 °C a l'estiu. La zona recull, si fa no fa, la mateixa quantitat de precipitació que al Sàhara. El parc està situat dins el cercle polar àrtic, cosa que fa que de novembre a febrer hi hagi la nit polar, i de maig a agost el sol de mitjanit.

## Història
Tot i trobar-se situat a l'extrem Àrtic i, per tant, en un entorn aparentment inhòspit, el territori del Parc ha estat ocupat per homes en diverses ocasions. La primera cultura documentada és la dels Paleoesquimals de tradició Independència I, que ocuparen el territori entre el 2500 i l'any 1000 aC Subsisteixen gràcies a la caça del caribú i el bou mesquer. El lloc de Rivendell, situat al nord de llac Hazen, presenta la transició entre les cultures Independència I i II segle X aC
Els grups paleoesquimals de tradició Independència II van ocupar el territori entre 1.000 i 500 anys aC Després apareix la cultura Dorset, entre el 700 dC i el 1300. Va ser succeïda per la Cultura de Thule i els seus membres, a diferència dels de Dorset, optaren per la caça de la balena i altres mamífers marins. Lingüísticament i físicament també són diferents als pobles que els havien precedit. Van abandonar la zona després del refredament ocasionat per la petita edat de gel. Són els avantpassants dels actuals inuits.

### Expedicions palars

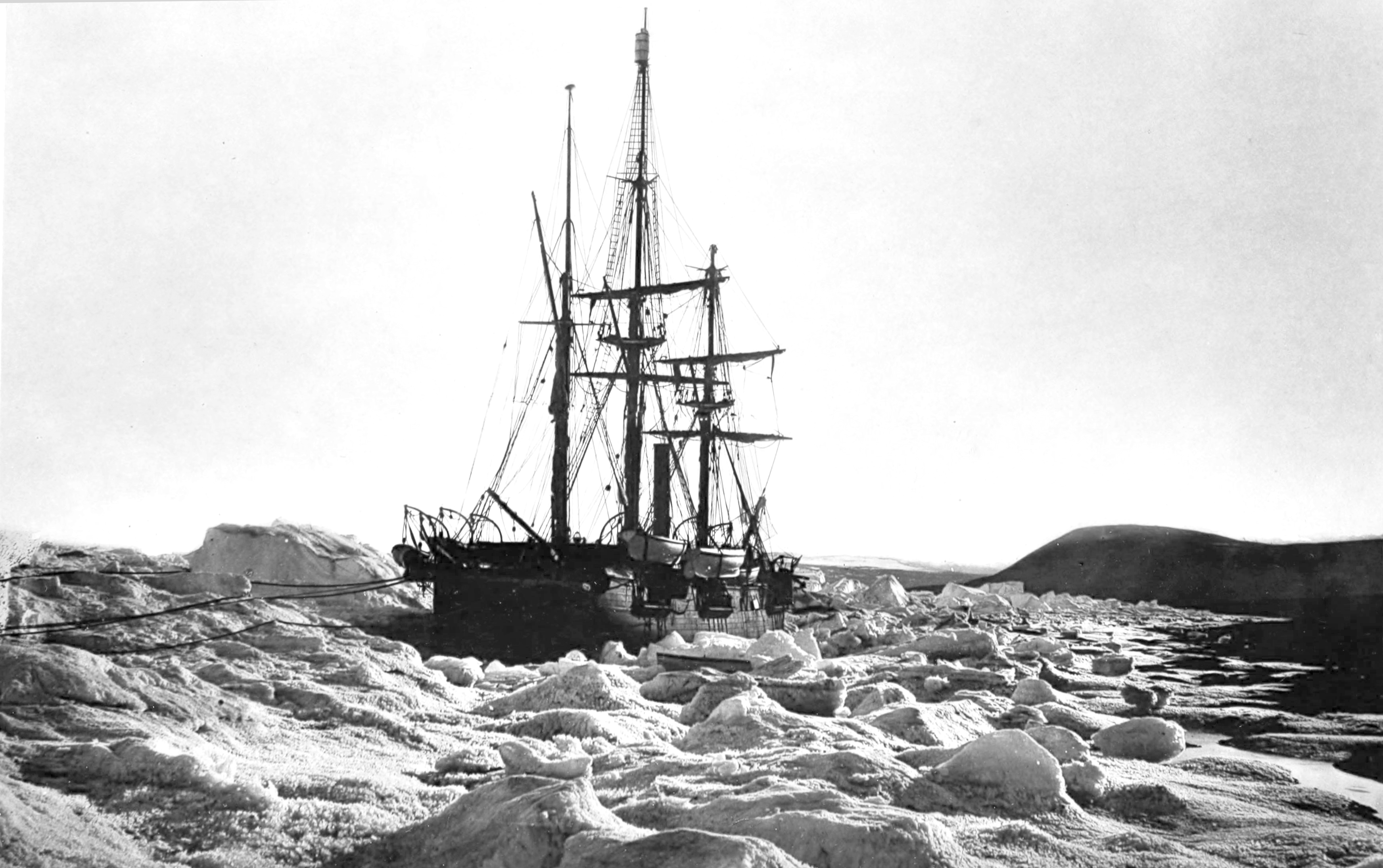
El HMS Alert dins el gel, el 1876.

No serà fins al 1875 quan el territori del Parc vegi els primers europeus. Els membres de l'Expedició Àrtica Britànica de George Nares passen l'hivern a la zona amb els seus dos vaixells, el HMS Discovery, a la badia de Lady Franklin, i el HMS Alert, a l'oceà Àrtic, 160 km més al nord. Exploren la regió durant la primavera de 1876, però es veuen obligats a abandonar-la perquè la tripulació contrau l'escorbut.
El 1881 Adolphus Greely organitzà l'expedició de la badia de Lady Franklin i construí el fort Conger al mateix lloc que els exploradors britànics. L'empresa estava poc preparada pel soportar el dur clima de la zona i, sense proveïment el 1882 i 1883, foren abandonades les instal·lacions. Sols set dels vint-i-sis membres de l'expedició sobrevisqueren.
El 1899 Robert Peary va emprar el Fort Conger com a camp base per a les seves expedicions cap al pol Nord. Ajudat pels caçadors inuits de l'oest de Groenlàndia es preparà per al rigor del clima de la zona, aprofitant el que li donava la caça en lloc de basar-ho tot en els subministraments enviats des de fora. Adaptà el fort per fer-lo més funcional i l'aprofità per a les seves expedicions de 1900-1901, 1905-1906 i 1908-1909. L'edifici va servir com a refugi per a diverses expedicions estatunidenques, noruegues, daneses i britanico-canadenques el 1915, 1920, 1921 i 1935. El 1991 els edificis de Fort Conger van ser classificats com a «edificis federals patrimonials» (Classified Federal Heritage Buildings, Édifice fédéral du patrimoine).

### Època moderna

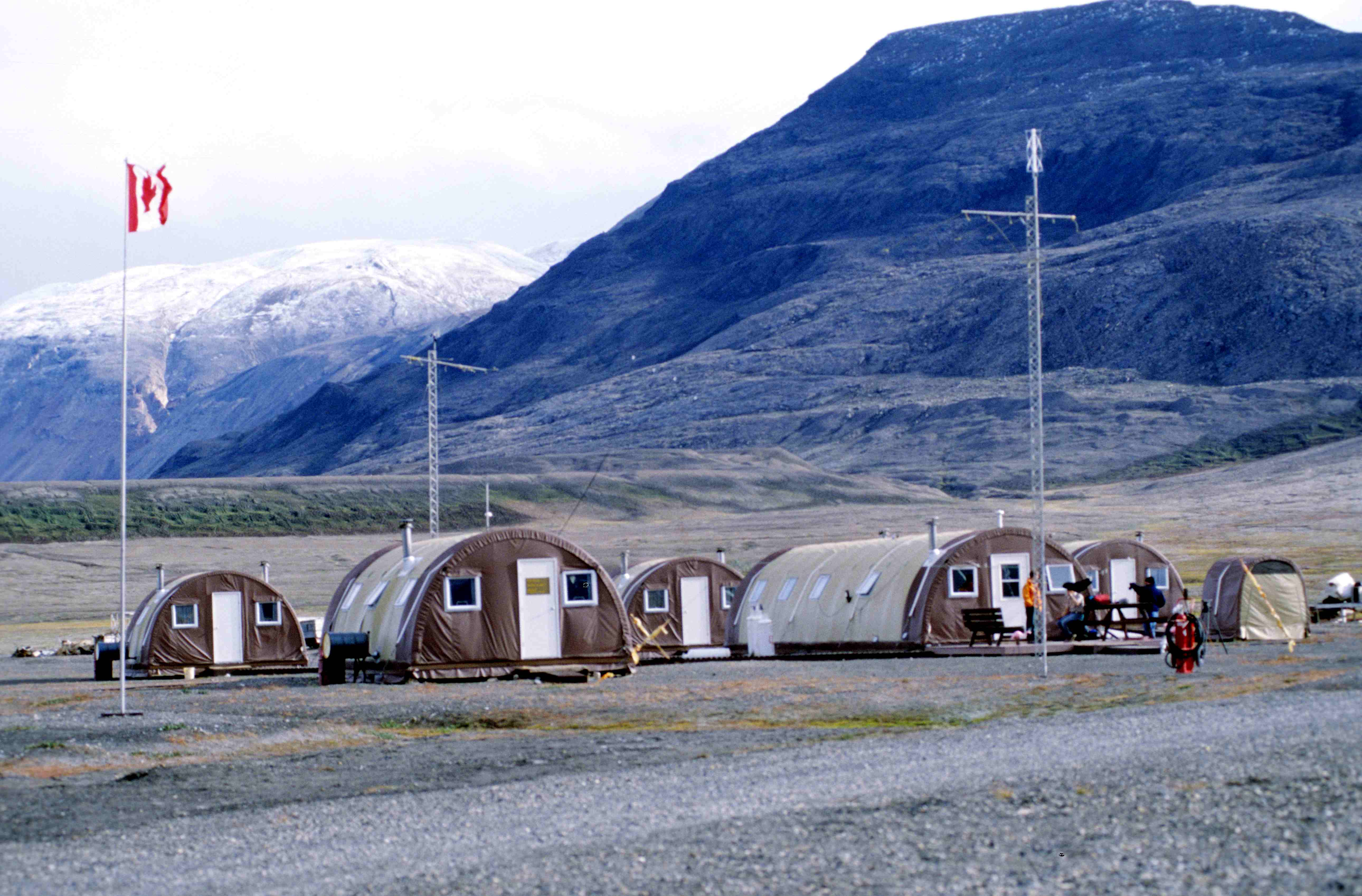
Camp del fiord Tanquary.

Des dels anys 50 del segle xx el govern del Canadà decidí consolidar la seva sobirania a l'Arxipèlag Àrtic Canadenc. S'obre a l'illa l'estació meteorològica d'Eureka i l'estació de les Forces canadenques Alert, així com tres camps del Consell de recerques per la defensa. Aquests tres camps foren emprats per a la recerca científica i militar de 1953 a 1974 i permeteren adquirir nombrosos coneixements sobre els ecosistemes de l'Àrtic. Avui en dia són emprats com a punts de control pel parc nacional.
El 1978 és suggerida la creació d'un parc nacional al nord de l'illa d'Ellesmere per primera vegada. El 16 de setembre de 1988 una modificació de la llei dels parcs nacionals permet la creació de la Reserva del Parc Nacional de l'Illa d'Ellesmere. El seu estatus de reserva amb vocació de parc nacional és degut al fet que les negociacions amb els inuits estaven encara en curs. L'acord per a la creació del territori de Nunavut se signà el 25 de maig de 1993 a Iqaluit, als Territoris del Nord-oest, però no serà fins al 1999 quan es creï definitivament el territori. Això va permetre la seva conversió en un parc nacional. La reserva canvià d'estatus i de nom el 19 de febrer de 2001, per passar a ser el «Parc Nacional de Quttinirpaaq» El 2004 fou inscrit en la llista provisional del patrimoni de la humanitat.

## Entorn natural

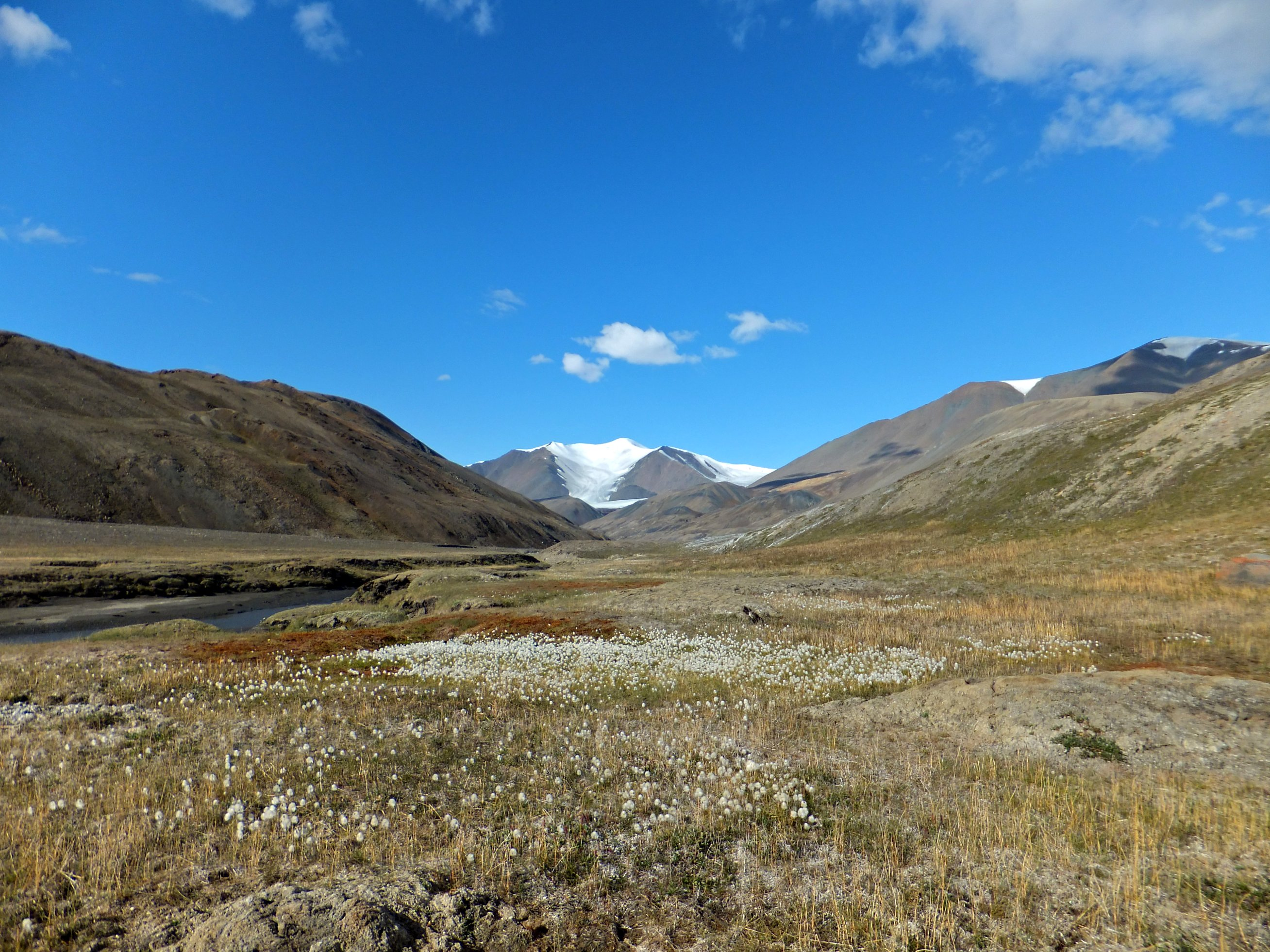
Vall del riu Very

Tenint en compte la seva mida, el Parc es troba en dues ecoregions de nivell III de la Comissió per a la cooperació del medi ambient. La primera inclou les terres altes, situades a més de 1.000 metres d'altitud, els casquets glacials d'Ellesmere i Devon, i forma part de l'ecozona de la Serralada Àrtica. La segona ecoregió, la serralada Ellesmere i turons Eureka, comprèn les terres baixes del parc, formant part de l'ecozona de la tundra.
Al parc hi ha quatre de les espècies que es troben en les llistes de la Comissió sobre l'estat de les espècies en perill al Canadà. L'única espècie vies d'extinció és el caribú de Peary (Rangifer tarandus pearyi), una subespècie del caribú. Mielichhoferia macrocarpa, una molsa, també es considera amenaçada. La situació dels ossos blancs (Ursus maritimus) i el narval (Monodon monoceros) és considerada préocupant.